# تي في آر
 تي في آر شركة مستقلة بريطانية لصناعة السيارات الرياضية ومقرها في مدينة بلاكبول الإنجليزية، في لانكشاير. الشركة تصنع سيارات رياضية ذات الوزن الخفيف مع محركات قوية، وتعد ثالث أكبر شركة متخصصة لصناعة السيارات الرياضية في العالم، موفرة مجموعة متنوعة من السيارات المكشوفة والكوبه. معظم السيارات تستخدم محركات بتصميم 6 أسطوانات متسلسلة أو 8 أسطوانات بشكل V من صنع الشركة. وإن السيارات الشركة الرياضية تتكون من أطر أنبوبي من الفولاذ، تغلف بجسم صلب من الألياف الزجاجية.
وفرعي الشركة الأساسيين هما تي في آر الهندسة، والذي يقوم بتصنيع السيارات الرياضية الكبرى والسيارة السياحية الكبرى، وتي في آر الطاقة، وهو قسم تصنيع المحركات.

## وصلات خارجية
- موقع الشركة على الشبكة العنكبوتية